# Martin Mauermayr

Grab der Familie Mauermayr auf dem Friedhof St. Georg in Freising

Martin Mauermayr (* 6. September 1833 in Jebertshausen; † 21. Juni 1907 in Freising) war ein deutscher Jurist und von 1869 bis 1899 Bürgermeister von Freising. Nach seiner Pensionierung wurde ihm der Titel eines Hofrats verliehen und er wurde zum Ehrenbürger der Stadt Freising ernannt.

## Leben
Martin Mauermayr stammte aus Jebertshausen bei Wolnzach in der Hallertau. Sein Abitur absolvierte Mauermayr am Benediktinergymnasium in Metten. Im Anschluss nahm er in München ein Studium der Rechtswissenschaften auf. Sein Referendariat führte ihn schließlich nach Freising. 
Dort wurde er 1869 nach dem Rücktritt von Bürgermeister Franz Krumbach vom Magistrat der Stadt zu dessen Nachfolger gewählt. In seiner Amtszeit zeichnete er für zahlreiche infrastrukturelle Maßnahmen verantwortlich. So wurde unter anderem 1883 das städtische Waisenhaus, 1886 bis 1888 die zentrale Wasserversorgung und 1891 der Schlachthof der Stadt gebaut. In seiner Amtszeit wurden auch drei der sechs Freisinger Stadttore abgerissen: 1875 das Veitstor, 1878 das Münchner Tor und 1898 das Ziegeltor. 
Mauermayr schied nach 30 Jahren Dienstzeit aus seinem Amt als Bürgermeister. Prinzregent Luitpold verlieh ihm für seine Verdienste den Titel eines Hofrats. Zu Mauermayrs Nachfolger wurde Stephan Bierner gewählt.
Im Nordwesten von Freising wurde eine Straße nach Martin Mauermayr benannt.